# 運輸工程

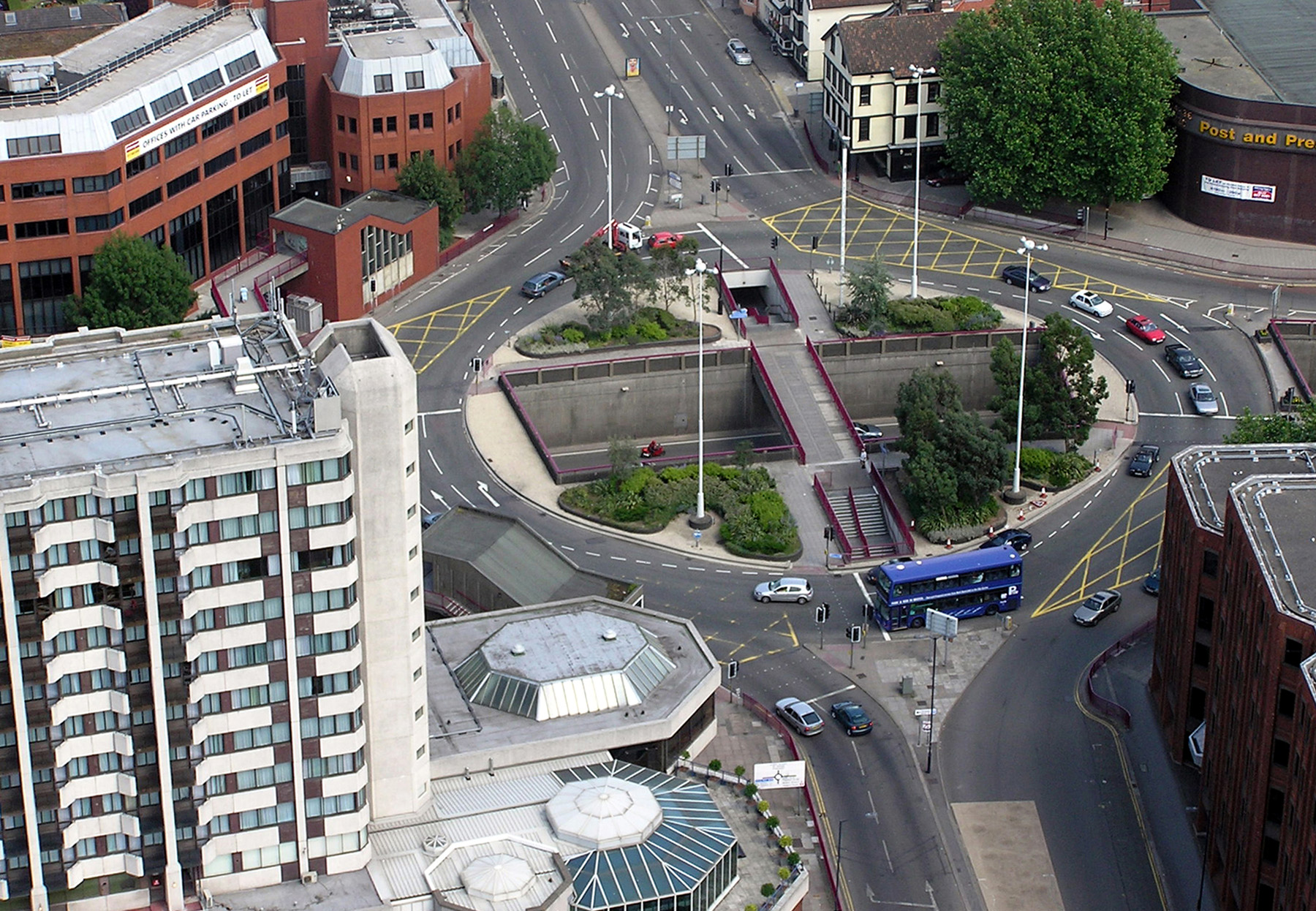
英國的运输工程

运输工程是土木工程学中的一个分支。运输工程包括：公路交通、铁路交通、航空交通、水上交通、管道交通五項内容。道路交通工程学仅研究道路上的交通，具体地说，就是把人、車、路、環境四者统一在一个交通系统中，探索各自和相互间地内在规律性及其最佳配合，以达到道路交通通畅、通行能力大、交通事故少、运输效率高、公害程度低、节省燃料和运输费用及环境协调、舒适的目的。

## 研究内容
运输工程学主要包括以下几个内容：
1. 交通特性的研究
2. 交通调查
3. 交通流理论
4. 城市交通规划
5. 交通安全
6. 交通控制与管理
7. 交通环境污染与控制
8. 停车场
9. 交通模拟
10. 交通设计

## 構成要素
交通运输的基本構成要素可分為三大項：
1. 人：行人、駕駛人
2. 路：道路
3. 車：車輛

而运输工程學就是以三大基本構成要素的組合，取最佳性的線性規劃，並融合實務經驗與學術理論，所衍伸而成。